# Pietro Metastasio

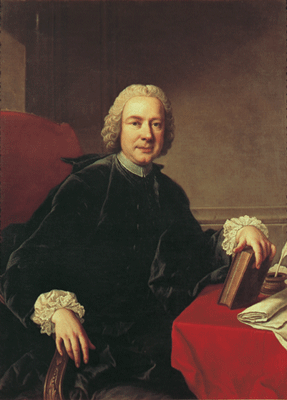
Pietro Metastasio

Pietro Metastasio (eigenlijk Pietro Antonio Domenico Bonaventura Trapassi) (Rome, 3 januari 1698 - Wenen, 12 april 1782) was een productieve librettist. In totaal hebben driehonderd componisten van zijn teksten gebruikgemaakt, van vroeg-achttiende-eeuwse nieuwlichters van de 'galante stijl' (Sarro, Vinci, Leo, Porpora, Giacomelli), barokmeesters (Caldara, Händel), wegbereiders van het classicisme (Gluck, Jommelli, J.C. Bach, de Majo, Traetta), tot en met Paisiello, Mozart, Mercadante en Beethoven.

## Jeugdjaren
Metastasio's vader, Felice Trapassi, was naar Rome gekomen om toe te treden tot het pauselijke leger. Hij trouwde er met de Bolognese Francesca Galasti en opende een kruidenierszaak in Via de' Cappellari, vlak bij Campo de' Fiori. Uit dit huwelijk kwamen twee zonen en twee dochters voort. Pietro, de jongste zoon, werd gedoopt door kardinaal Pietro Ottoboni, een invloedrijk theaterliefhebber en mecenas. Pietro's moeder overleed toen hij vier jaar oud was.
Vanaf zijn prille jeugd trok Metastasio de aandacht van omstanders door zijn dichterlijk talent, dat tijdens geïmproviseerde voordrachten op pleinen tot uitdrukking kwam. Op een van deze opvoeringen, in 1708, werd hij ontdekt door de jurist-letterkundige Gian Vicenzo Gravina. Gravina, een mede-stichter van de beroemde Arcadische Academie en weergaloos 'homme de lettres', was onmiddellijk onder de indruk van het talent en charme van de jongen. Hij maakte Pietro tot zijn protegé en adopteerde hem, met de goedkeuring van vader Felice. Gravina veranderde Trapassi's naam in Metastasio om deze een Griekse flair te geven. Hij liet de jongen Grieks en Latijn, Cartesiaanse filosofie (bij de Calabrees Gregorio Caloprese) en rechten studeren. Tegelijkertijd verbeterde Gravina zijn literaire gave, en maakte goede sier met het wonderkind.
Metastasio beantwoordde aan zijn pleegvaders verwachtingen. Op twaalfjarige leeftijd vertaalde hij de Ilias in octaafstanza's; twee jaar later componeerde hij met Giustino een Senecaanse tragedie met koren, naar Trissino's Italia Liberata, Gravina's favoriete epos. Gravina liet het in 1715 drukken, maar het toneelstuk was levenloos. Tweeënveertig jaar na de uitgave schreef Metastasio aan de uitgever van zijn verzameld werk, Ranieri de' Calzabigi, dat hij het liefst nog alle kopieën zou terugkopen. Caloprese, Gravina's neef en Pietro's leermeester filosofie, stierf in 1714 met Gravina als erfgenaam. In 1718 stierf ook Gravina, wiens huis en fortuin (15000 scudi) Metastasio erfde. Metastasio was nu twintig; vanaf zijn zestiende had hij de vier lagere wijdingen ontvangen.

## Vroege volwassenheid

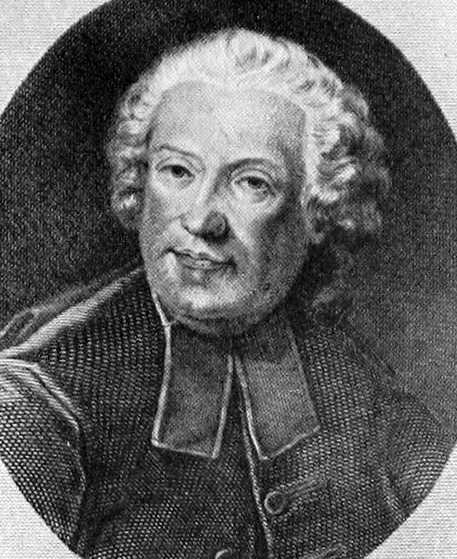
Metastasio ging meestal als geestelijke gekleed

Door zijn romances en schoonheid, charme en zijn voorname talent werd hij als modieus beschouwd. Na twee jaar had hij zijn geld verkwist en besloten om serieus aan zijn beroep te werken. Hij trok naar Napels en trad toe tot het bureau van een eminente advocaat genaamd Castagnola. In 1721 componeerde hij een epithalamium en waarschijnlijk ook zijn eerste muzikale serenade, Endimione voor het huwelijk van zijn patrones, Prinses Pinelli di Sangro, met de marchese Belmonte Pignatelli. 
Maar het was de volgende gebeurtenis die zijn verdere levensloop bepaalde. In 1722 moest de verjaardag van de Keizerin gevierd worden met buitengewone huldigingen. Daarom droeg de onderkoning Metastasio op het libretto van een serenata te schrijven voor deze speciale gelegenheid. Hij aanvaardde de uitnodiging maar zijn auteurschap moest geheimgehouden worden. Onder deze voorwaarden produceerde hij Angelice e Medoro op muziek van Nicola Porpora. Het stuk kreeg een enorm applaus en de grote prima donna, Marianna Bulgarelli of La Romanina wilde koste wat kost de auteur ontmoeten. La Romanina werd zo genoemd naar haar geboorteplaats en speelde de rol van Venus in Metastasio's drama.
Van nu af aan legde La Romanina volledig beslag op Metastasio. Hij ontmoette in haar huis de beste componisten, van wie hij ook lessen kreeg in muziek. Hij leerde er ook zingen en de stijl van onder andere de castraat Farinelli appreciëren. Door zijn uitzonderlijke gemak in het schrijven van libretti en met een echt poëtisch gevoel had hij geen probleem om toneelstukken te produceren die meesterwerken werden zodra de woorden op muziek werden gezet en weergegeven werden door zangers uit de beste scholen. Metastasio's werk komt dus niet in stilte tot zijn recht.
Zijn verhalen, de absurditeit van veel van zijn plots, het geweld dat hij de geschiedenis aandeed, zijn oneindige herhaling van het thema liefde in al zijn fasen worden verklaard en gerechtvaardigd door de muziek.
Metastasio leefde samen met La Romanina en haar man in Rome. La Romanina nam de hele familie Trapassi (vader, moeder, broer en zus) in haar huis uit pure adoratie voor het talent van Metastasio. Ze bevorderde zijn dichterlijke genius en de meeste van zijn grillen. Hij schreef Didone Abbandonata, Catone in Utica, Ezio, Allessandro nell' Indie, Semiramide Riconosciuta, Siroe en Artaserse. Deze drama's werden op muziek gezet door de beste componisten uit die tijd. Tezelfdertijd werd La Romanina ouder; ze zong niet meer in het openbaar. De dichter voelde zich meer en meer, op een geïrriteerde en verveelde manier, afhankelijk van haar liefdadigheid. Hij verdiende driehonderd scudi voor elke opera wat een weliswaar goed maar onzeker loon was. Hij zocht daarom een vaste baan. In september 1729 ontving hij de uitnodiging om hofdichter te worden aan het theater in Wenen met een vast loon van 3000 florijnen. Hij accepteerde dit aanbod onmiddellijk. La Romanina moedigde hem aan en zorgde voor zijn familie toen hij naar Wenen ging.

## Weense periode

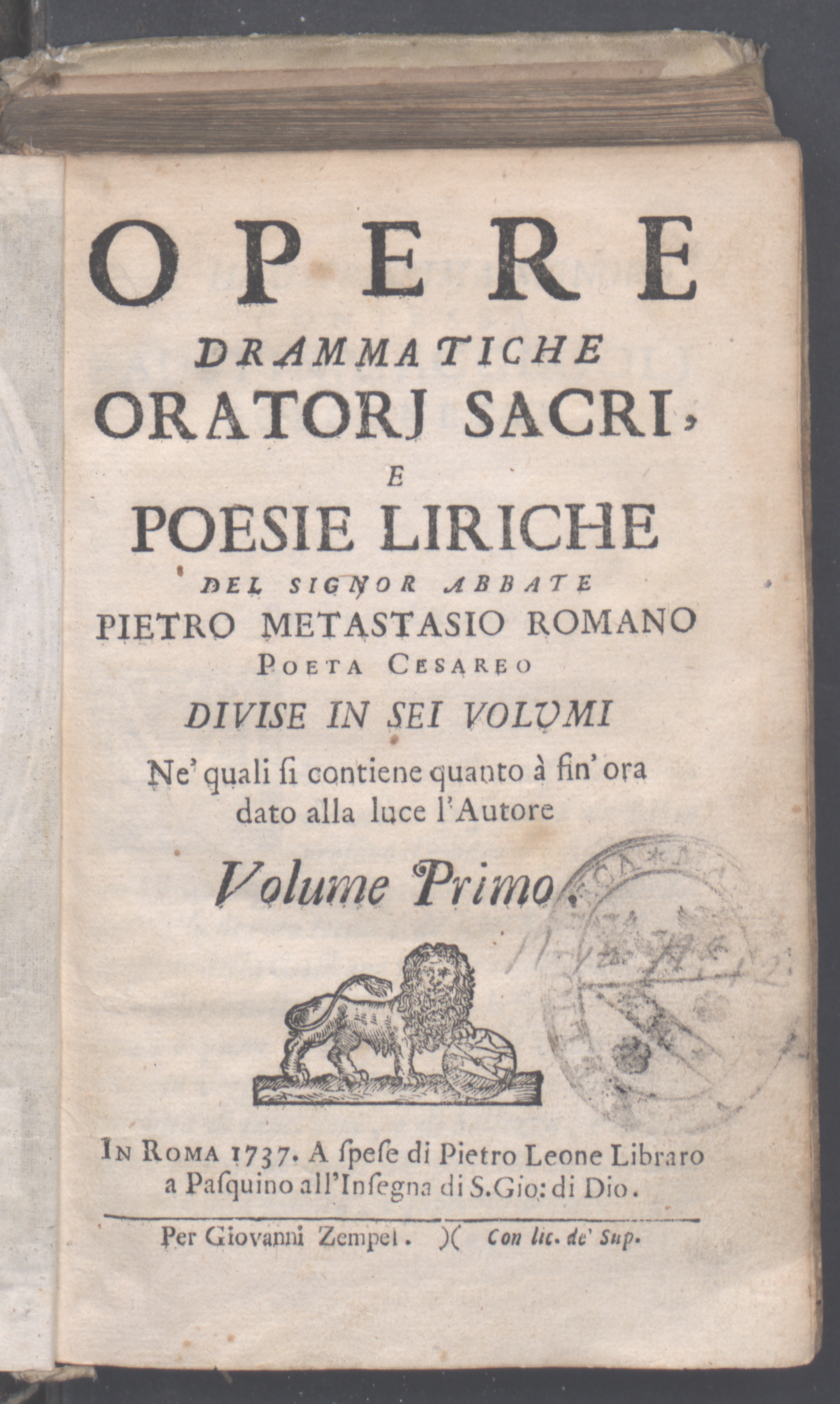
Opere, 1737

In de vroege zomer van 1730 vestigde hij zich in Wenen in het huis van Niccolo Martinez. Hij verbleef daar tot zijn dood. Deze datum is ook het begin van een nieuwe periode in zijn artistieke bezigheden. Tussen 1730 en 1740 produceerde hij zijn beste drama's voor het keizerlijke theater zoals Adriano, Deinetrio, Issipile, Demofoonte, Olimiade, La Clemenza di Tito, Achille in Sciro en Attilio Regolo. Sommige hiervan werden geschreven voor speciale gelegenheden. Hij voltooide Achille in achttien dagen en Ipermestra in negen.
Door zijn volkse achtergrond mocht hij niet deelnemen aan de aristocratische feestjes. Maar om dit minpunt te compenseren had hij een intieme relatie met gravin Althann, schoonzuster van zijn oude patrones, prinses Pelmonte Pignatelli. De relatie tussen de gravin en Metastasio werd zo intiem dat men dacht dat ze in het geheim waren getrouwd.
In 1734 wilde La Romanina Metastasio weerzien. De dichter toonde onder deze omstandigheden zijn zwakke karakter. Hij was bijna alles aan La Romanina verschuldigd als mens en als kunstenaar. Maar hij werd vermoeid en beschaamd door haar. Hij verklaarde dat zij niet naar Wenen moest komen.
De toon van de brief verontrustte en irriteerde haar. Het is mogelijk dat zij naar Wenen op weg was, toen zij onderweg plots stierf. Het enige dat we weten is dat ze hem haar fortuin naliet en dat Metastasio, overweldigd door wroeging onmiddellijk de erfenis verwierp. Deze onbaatzuchtige actie zorgde voor verwarring in het Bulgarelli-Metastasio huishouden in Rome. De weduwnaar van La Romanina hertrouwde. De Trapassi-familie moest vanaf nu voor zichzelf zorgen.
Zijn tijd in Wenen en het klimaat vertaalden zich naar zijn gezondheid en geest. Vanaf ongeveer 1745 schreef hij maar weinig, maar de cantatas uit deze periode, die hij naar zijn vriend Farinelli stuurde, behoren tot de populairste uit zijn oeuvre.
In 1755 stierf gravin Althann. Vanaf dat moment gedroeg hij zich als een oude man. Er kan weinig over zijn leven worden gezegd over de periode tot zijn dood. Hij stierf op 12 april 1782 en liet zijn gehele fortuin na aan de vijf kinderen van zijn vriend Martinez. Hij had al zijn Italiaanse verwanten overleefd.
Metastasio's einde als actief kunstenaar betekende echter geenszins het einde van zijn populariteit. Zijn libretti werden in de tweede helft van de achttiende eeuw als klassiek gezien en tot na zijn dood steeds weer opnieuw op muziek gezet, zodat er vaak meerdere muzikale interpretaties van hetzelfde libretto zijn.
- Bibsys: 98012099
- Biblioteca Nacional de Chile: 000146533
- Biblioteca Nacional de España: XX878014
- Bibliothèque nationale de France: cb138974478 (data)
- Catàleg d'autoritats de noms i títols de Catalunya: 981058581313006706
- CiNii: DA03481244
- Digitale Bibliotheek voor de Nederlandse Letteren: meta002
- Gemeinsame Normdatei: 118733141
- International Standard Name Identifier: 0000 0001 2136 7061
- Library of Congress Control Number: n80030808
- Nationale Bibliotheek van Letland: 000091185
- MusicBrainz: 39d7ae56-6b3e-46ea-8179-e32a3abb2420
- Nationale Bibliotheek van Tsjechië: jn20011018040
- Nationale bibliotheek van Australië: 35253700
- Nationale Bibliotheek van Israël: 987007265347905171
- Nationale Bibliotheek van Polen: a0000002790860
- Nationale en Universitaire bibliotheek Zagreb: 000063730
- Nederlandse Thesaurus van Auteursnamen: 069104395
- Réseau des bibliothèques de Suisse occidentale: 02-A003587618
- Istituto Centrale per il Catalogo Unico: CFIV110134
- LIBRIS: 207610
- SNAC: w64t6j3k
- Système universitaire de documentation: 026664232
- Trove: 883483
- Union List of Artist Names: 500354377
- Virtual International Authority File: 64192672
- WorldCat: E39PBJbWx6mQQcjTdRHKyVkMT3